# متمم بیست و پنجم قانون اساسی ایالات متحده آمریکا

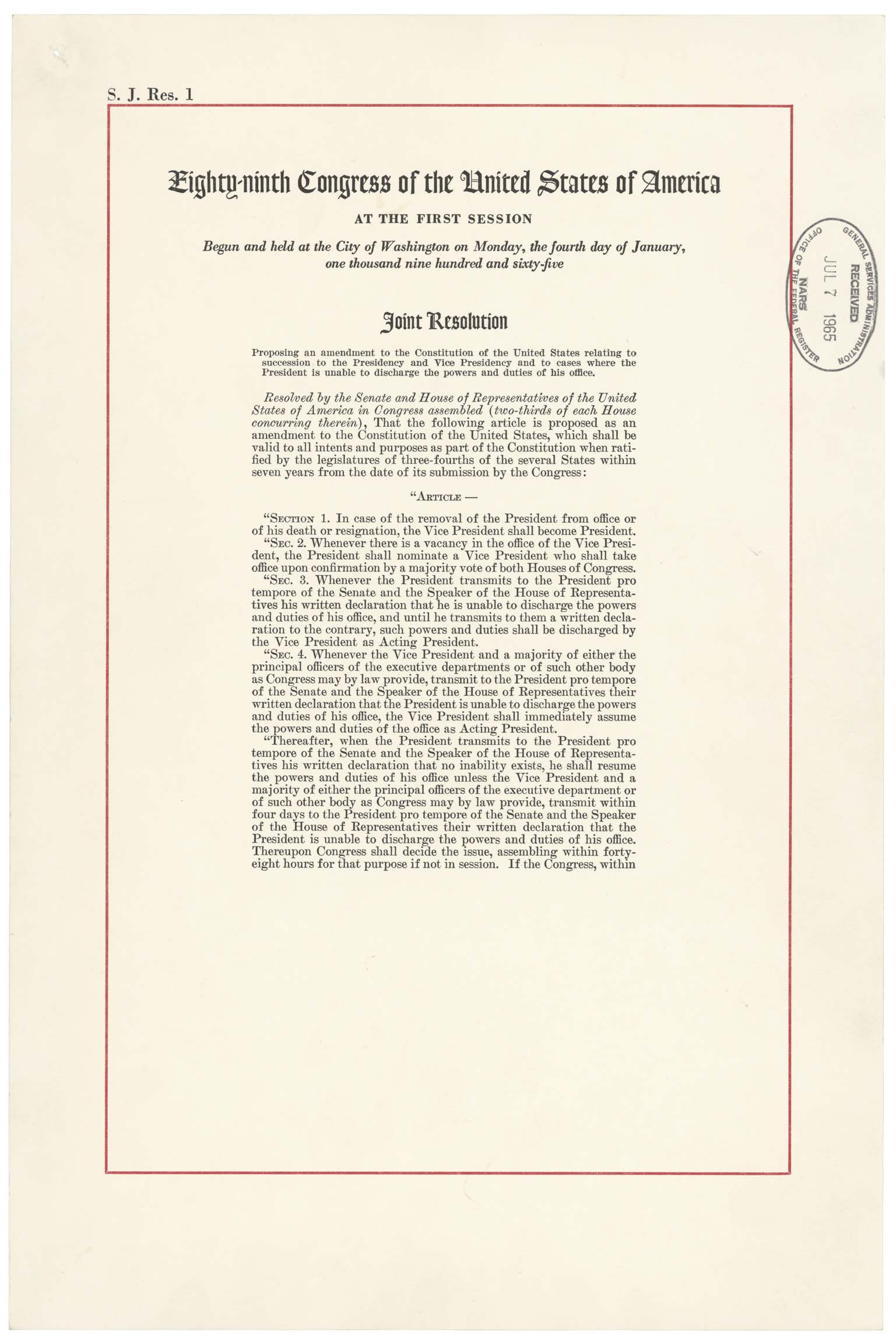
متن متمم بیست و پنجم

اصلاحیه بیست و پنجم قانون اساسی ایالات متحده (به انگلیسی: Twenty-fifth Amendment to the United States Constitution) مصوبه ۱۹۶۷ کنگره آمریکا برای قانون اساسی ایالات متحده آمریکا است. این متمم در مورد قوانین در هنگام غیبت و جانشینی رئیس‌جمهور ایالات متحده آمریکا صحبت می‌کند.

## متن
بخش ۱: در صورت عزل، فوت یا استغفای رئیس‌جمهوری از سمت خود، معاون وی به جای او خواهد نشست.
بخش ۲: هر گاه سمت معاونت ریاست جمهوری بلاتصدی شود، رئیس‌جمهوری یک نفر را به عنوان معاون خود نامزد می‌کند و وی در صورت کسب اکثریت آرای هر دو مجلس کنگره، سمت مذکور را عهده‌دار خواهد شد.
بخش ۳: هر زمانی رئیس‌جمهوری به رئیس موقت سنا و سخنگوی مجلس نمایندگان کتبااعلام کند که توان انجام وظایف محوله را ندارد، و تا هنگامی که اطلاعیه کتبی [دیگری]مبنی بر لغو اطلاعیه پیشین ارسال ارائه نکند، معاون وی به عنوان کفیل وظایف مذکور را عهده‌دار خواهد شد.
بخش ۴: در صورتیکه معاون رئیس‌جمهوری و اکثریتی متشکل از مقامات ارشد بخشهای اجرایی یا هر مرجع دیگری که کنگره به موجب قانون پیش‌بینی کند، طی اعلامیه ای کتبی به رئیس موقت سنا و رئیس مجلس نمایندگان اطلاع دهند که رئیس‌جمهوری توان استفاده از اختیارات و انجام وظایف ریاست جمهوری را ندارد، معاون رئیس‌جمهوری بی درنگ به عنوان کفیل ریاست جمهوری اختیارات و وظایف وی را عهده‌دار می‌شود. از آن زمان در صورتی که رئیس‌جمهوری با اعلامیه ای کتبی به رئیس موقت سنا و سخنگوی مجلس نمایندگان اطلاع دهد که ناتوانی وی مرتفع گشته‌است، وی می‌تواند بار دیگر اعمال اختیارات و انجام وظایف ریاست جمهوری را عهده‌دار شود، مگر اینکه معاون رئیس‌جمهوری و اکثریتی متشکل از مقامات ارشد بخشهای اجرایی، یا مراجع دیگری که کنگره بموجب قانون پیش‌بینی می‌کند، ظرف مدت چهار روز طی اعلامیه ای کتبی به رئیس موقت سنا و سخنگوی مجلس نمایندگان اطلاع دهند که رئیس‌جمهوری توان استفاده از اختیارات و انجام وظایف ریاست جمهوری را ندارد. در این صورت، چنانچه کنگره در اجلاس نباشد باید ظرف مدت چهل و هشت ساعت تشکیل جلسه دهد و دراین خصوص تصمیم‌گیری کند. چنانچه کنگره ظرف بیست و یک روز پس از دریافت اعلامیه کتبی اخیر و در صورت نداشتن جلسه، ظرف مدت بیست و یک روز پس از درخواست تشکیل جلسه، با دو سوم آرای هر دو مجلس تشخیص دهد که رئیس‌جمهوری توان استفاده از اختیارات و انجام وظایف را ندارد؛ آنگاه معاون رئیس‌جمهوری به سمت جانشینی رئیس‌جمهوری کار وی را ادامه خواهد داد، در غیر این صورت رئیس‌جمهور وظایف و اختیارات خود را دوباره عهده‌دار خواهد شد.

- منبع: «قانون اساسی». سفارت مجازی ایالات متحده تهران. ایران. 2013-04-23. بایگانی‌شده از اصلی در ۱۸ اكتبر ۲۰۱۲. تاریخ وارد شده در |archive-date= را بررسی کنید (کمک)

## توضیح
متمم بیست و پنجم به معاون رئیس‌جمهور ایالات متحده آمریکا اجازه می‌دهد که در صورت ناتوانی رئیس‌جمهور از انجام وظایف خود (مانند مشکلات جسمی یا روحی) جای وی را بگیرد.

### بند ۱
در صورت عزل، مرگ یا کناره‌گیری رئیس‌جمهور از سمت خود، معاون وی رئیس‌جمهور می‌شود.

### بند ۲
هرگاه سمت معاون ریاست جمهوری بلاتصدی شود رئیس‌جمهور یک نفر را به عنوان معاون خود نامزد می‌نماید که در صورت تأیید رأی اکثریت کنگرده، سمت رئیس‌جمهوری را عهده‌دار می‌شود.

### بند ۳
بند سوم این متمم، به رئیس‌جمهور اجازه می‌دهد با اعلام کتبی به کنگره، مبنی برنداشتن توان استفاده از اختیارات و انجام وظایف ریاست‌جمهوری، قدرت خود را برای مدت محدودی به معاون خود منتقل کند.

### بند ۴
بر پایه بند چهارم این متمم معاون رئیس‌جمهور و اکثریت اعضای کابینه، باید با امضای نامه‌ای خطاب به رئیسان مجلس نمایندگان و سنا اعلام کنند که شخص رئیس‌جمهور شایستگی حکومت یا توان رسیدگی به مسئولیت‌ها و وظایف جایگاهش را ندارد. بر پایه نظر وزارت دادگستری ایالات متحده آمریکا در سال ۱۹۸۵ (میلادی) اکثریت هیئت دولت در این مورد، اکثریت ۱۵ وزیر اصلی است. پس از آن، معاون رئیس‌جمهور به شکل خودکار زمام امور را در دست خواهد گرفت. اما رئیس‌جمهور، فرصت دارد که به صورت کتبی به این اقدامات واکنش نشان دهد و اگر با آن‌ها مخالفت کند تصمیم نهایی به عهده کنگره خواهد بود. با رای در صورتی دو سوم نمایندگان سنا و مجلس نمایندگان، رئیس‌جمهور برکنار می‌شود و معاون تا هنگام حل اختلافات به عنوان رئیس‌جمهور کار خواهد کرد. این بند دربارهٔ ربوده شدن یا به کما رفتن رئیس‌جمهور است و استفاده از آن برای برکناری رئیس‌جمهور به دلیل بی‌کفایتی، مورد مناقشه است.

## تصویب
متمم بیست و پنجم در سال ۱۹۶۷ (میلادی) پس از ترور جان اف کندی تصویب شد. هدف از این متمم برطرف کردن کاستی‌های قانونی پیرامون جانشینی رئیس‌جمهور در صورت ناتوان شدن وی از اجرای وظایف بود.

## استفاده
جرج دابلیو بوش دو بار در سال‌های ۲۰۰۲ (میلادی) و ۲۰۰۷ (میلادی) به خاطر کولونوسکوپی کنترل کارها را به معاون خود، دیک چینی سپرد. رونالد ریگان در سال ۱۹۸۵ برای جراحی سرطان در بیمارستان بستری شد نیز چنین کرد.